# プー・パッ・ポン・カリー

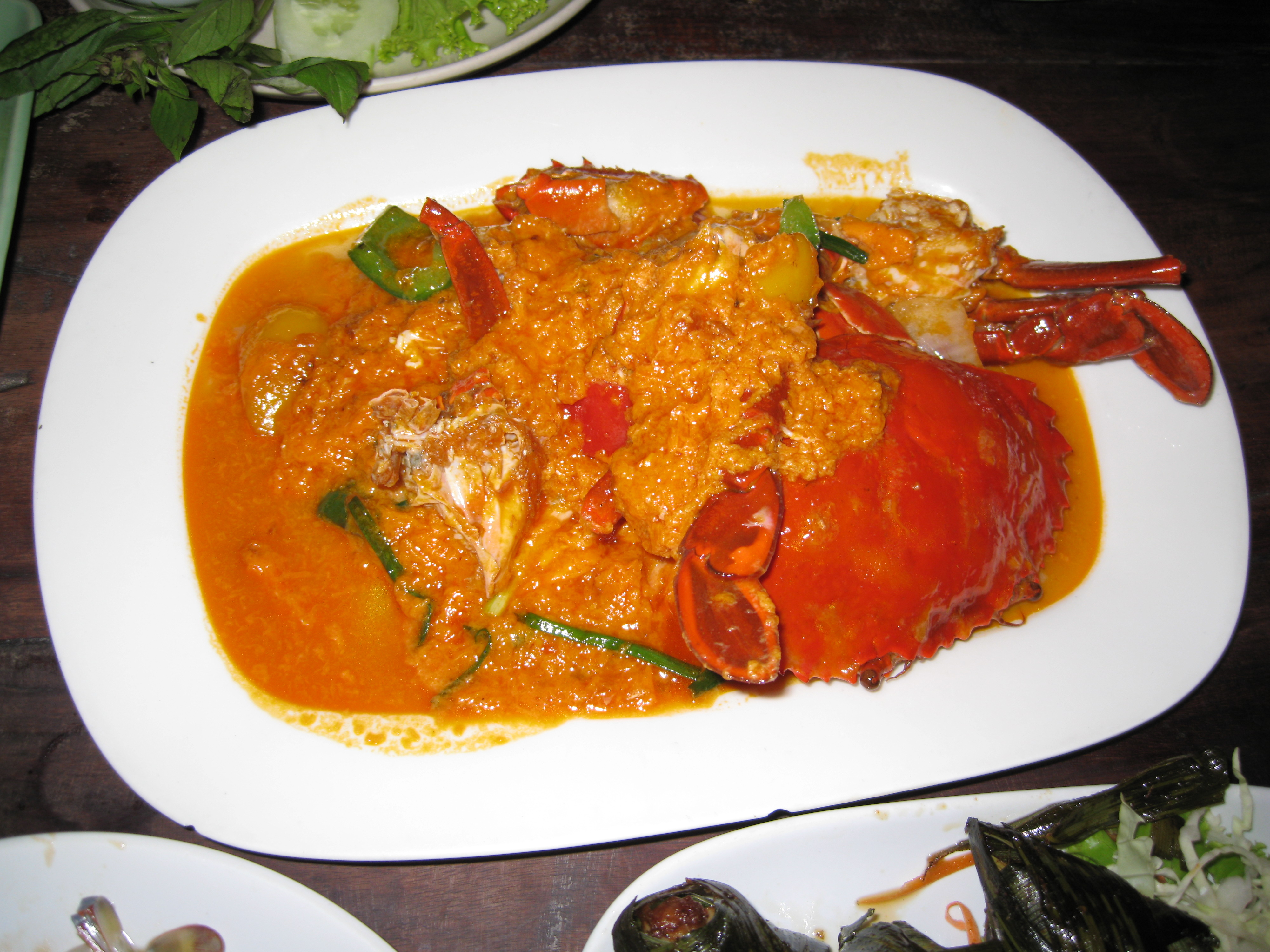
プーパッポンカリー

プーパッポンカリー (ปูผัดผงกะหรี่, Poo Pad Pong Curry) とは、主にタイで食べられている蟹を使ったカレー風味の炒め物。タイ語でプー（ปู）が蟹、パッ（ผัด）が炒める、ポン（ผง）が粉、カリー（กะหรี่）がカレーを意味する。

## 概要
食材としては、蟹、カレー粉、ナムプリックパオ（タイチリペースト）の他に、ココナッツミルク、鶏卵、トウガラシなどが用いられ、ぶつ切りにした蟹をカレーソースで炒めた後に、とき卵を加えて卵とじにする。殻ごと炒めるため非常に食べ難い料理であり、殻を取り除き蟹肉のみを用いたヌアプーパッポンカリー（เนื้อปูผัดผงกะหรี่）もリピーターに人気である。ヌア（เนื้อ）は肉を意味する。
元々はワタリガニを利用した比較的安価な料理であったが、ソンブーン・シーフードの創始者親子がノコギリガザミ（Mud crab)を利用する事を発案し成功した事がきっかけで後にタイ国内外に広く知られることになった。ワタリガニよりも身がよく詰まっており、ほのかな甘みも感じられるという。現在ではタイ国内の主なシーフードレストランに欠かせないメニューの一つとなっている。
カニを殻ごと炒めるカレー料理としてマカオ料理のカリーハイなどとも共通点がある。人気の高い料理であり、国外のタイ料理店でも広く提供されており、レトルト食品としてもタイ国外に輸出されている。